# Донецкий областной совет
Донецкий областной совет (укр. Донецька обласна рада) — орган местного самоуправления, который представляет общие интересы территориальных громад сел, поселков, городов Донецкой области.

## История

### XXI (I) созыв
В марте 1990 состоялись выборы депутатов Донецкого областного совета народных депутатов по 250 избирательным округам. Решением 1-й сессии 3 апреля 1990 года были признаны полномочия депутатов по 234 избирательным округам. Выборы проходили 4 и 18 марта 1990 года.
В 1990 году в структуре Донецкого областного совета народных депутатов были образованы 13 постоянных комиссий

### XXII (II)созыв
Донецкий областной совет народных депутатов XXII созыва (75 округов) избран 26 июня 1994 года. 16 июля 1994 года на первом пленарном заседании первой сессии областного совета признаны полномочия 73 депутатов.
Председателем областного совета в результате всеобщего голосования жителей Донецкой области был избран Щербань Владимир Петрович.
На втором пленарном заседании первой сессии 27 июля 1994 года был избран заместитель председателя областного совета, исполнительный комитет областного совета. Для изучения, предварительного рассмотрения и подготовки вопросов, относящихся к ведению совета, осуществления контроля за выполнением решений совета и содействия проведению их в жизнь из числа депутатов образованы 7 постоянных комиссий.

### XXIII (III) созыв
Донецкий областной совет XXIII созыва (45 округов) избран 29 марта 1998 года.
24 апреля 1998 года на первой сессии областного совета признаны полномочия 176 депутатов, на сессии был избран председатель областного совета. Для организационного обеспечения деятельности совета образованы 15 постоянных комиссий.
8 июля 1998 года на второй сессии областного совета были признаны полномочия четырёх депутатов, избранных по избирательному округу № 7 (г. Димитров), избранных 14 июня 1998 г. Среди избранных по этому округу депутатов был и тогдашний председатель Донецкой областной государственной администрации Виктор Фёдорович Янукович.

### IV созыв
По итогам голосования в областной совет было избрано 180 депутатов от 45 административно-территориальных единиц области.
Из общего количества избранных депутатов IV созыва 104 — являются представителями Партии регионов, 10 — Аграрной партии Украины, 6 — Коммунистической партии, по одному — Социал-демократической партии (объединённой), Народно-демократической партии, Партии зеленых, Партии мусульман, Партии национально-экономического развития Украины, 55 чел. — беспартийные.
12 апреля 2002 состоялась первая сессия Донецкого областного совета IV созыва, на которой были образованы и избраны 15 постоянных комиссий. Постоянную комиссию по вопросам социальной политики возглавил Владислав Лукьянов.

### V созыв
Донецкий областной совет 5 созыва впервые избирался по пропорциональной системе. В выборах участвовало 41 партия и блок. В областной совет прошли лишь те партии и блоки, которые набрали не меньше трех процентов голосов избирателей.
В выборах 26 марта 2006 г. приняло участие 2 млн. 483 тыс. 31 избиратель, что составляет 68,8 процента от общего количества избирателей.
По результатам голосования Донецкое областное отделение Партии регионов получило 61,89 % голосов избирателей, Блок Натальи Витренко «Народная оппозиция» ПСПУ и партия «Русько-український союз» (Русь) — 6,9 %, Донецкая областная организация Социалистической партии — 5,09 %, Донецкая областная организация Коммунистической партии Украины- 3,45 %.
Согласно статье 16 Закона Украины «О выборах депутатов Верховной Рады Автономной Республики Крым, местных советов и сельских, поселковых, городских голов» общий состав Донецкого областного совета 5 созыва был определён в количестве 150 депутатов. Из них 120 депутатов избрано от Донецкого областного отделения Партии регионов, 13 от Блока Натальи Витренко «Народная оппозиция» ПСПУ и партии «Русько-український союз» (Русь), 10 от Донецкой областной организации Социалистической партии, 7 от Донецкой областной организации Коммунистической партии Украины.
26 апреля 2006 года на первой сессии областного совета V созыва было сформировано 13 постоянных комиссий.
1. Агапов, Игорь Анатольевич
2. Адамов, Борис Исаевич
3. Алипов, Александр Николаевич
4. Анненков, Виктор Захарович
5. Анциферов, Андрей Вадимович
6. Балабанов, Василий Васильевич
7. Белоцерковская, Наталья Михайловна
8. Березовский, Владимир Афанасьевич
9. Бештанко, Михаил Владимирович
10. Билозуб, Игорь Дмитриевич
11. Близнец, Сергей Анатольевич
12. Близнюк, Анатолий Михайлович
13. Бойко, Виталий Иосифович
14. Бойко, Владимир Семёнович
15. Болоболин, Сергей Петрович
16. Бондаренко, Андрей Юрьевич
17. Бондаренко, Игорь Витальевич
18. Бондарчук, Андрей Дмитриевич
19. Бондик, Виктор Анатольевич
20. Борулько, Алла Николаевна
21. Бровун, Марк Матвеевич
22. Бубка, Василий Назарович
23. Булавин, Алексей Сергеевич
24. Валитов, Тимур Иршадович
25. Веревкин, Валерий Николаевич
26. Власов, Геннадий Александрович
27. Внуков, Игорь Анатольевич
28. Волобуева, Татьяна Владимировна
29. Волошин, Алексей Иванович
30. Гаманилов, Игорь Анатольевич
31. Гаркуша, Алексей Юрьевич
32. Гельзин, Владислав Григорьевич
33. Генсицький, Владимир Викторович
34. Гладких, Николай Иванович
35. Гомонов, Валерий Иванович
36. Гончаренко, Василий Дмитриевич
37. Горбатенко, Сергей Владимирович
38. Грачев, Рифат Ахметович
39. Гречко, Александр Васильевич
40. Гримчак, Юрий Николаевич
41. Гринев, Николай Герасимович
42. Гуменюк, Александр Николаевич
43. Дейч, Владимир Борисович
44. Демидко, Владимир Николаевич
45. Демура, Юрий Николаевич
46. Демьяненко, Александр Васильевич
47. Деркач, Михаил Васильевич
48. Доноха, Николай Владимирович
49. Егоров, Александр Николаевич
50. Елисоветський, Игорь Юрьевич
51. Ерошенко, Людмила Викторовна
52. Житинский, Игорь Юрьевич
53. Загоруйко, Николай Николаевич
54. Зац, Александр Викторович
55. Зварыч, Михаил Петрович
56. Зотов, Владимир Сергеевич
57. Иващенко, Александр Витальевич
58. Ишков, Владимир Николаевич
59. Ищенко, Александр Анатольевич
60. Кайоткина, Людмила Павловна
61. Каира, Николай Иванович
62. Касянюк, Александр Ростиславович
63. Кислова, Людмила Владимировна
64. Клюшка, Виталий Леонидович
65. Коваленко, Роман Алексеевич
66. Коваль, Игорь Георгиевич
67. Ковылина, Антонина Стефановна
68. Козлу, Георгий Петрович
69. Колесникова, Зоя Серафимовна
70. Кравченко, Николай Васильевич
71. Кривошеев, Виктор Петрович
72. Кузичев, Александр Борисович
73. Литвиненко, Константин Николаевич
74. Логвинов, Олег Николаевич
75. Лозовский, Сергей Петрович
76. Лукьянов, Валентин Борисович
77. Лукьянченко, Александр Алексеевич
78. Макеев, Александр Николаевич
79. Малюта, Олег Владимирович
80. Маслак, Виктор Николаевич
81. Масолитин, Александр Николаевич
82. Мельник, Иван Иванович
83. Мотин, Алексей Николаевич
84. Напрасникова, Сергей Викторович
85. Недашковский, Александр Петрович
86. Немилостивый, Вера Максимовна
87. Овдиенко, Игорь Витальевич
88. Омельченко, Валерий Павлович
89. Орлов, Анатолий Алексеевич
90. Осипцов, Владимир Нестерович
91. Паламарчук, Валентин Владимирович
92. Пастернак, Зиновий Григорьевич
93. Пастухов, Олег Александрович
94. Пастушенко, Владимир Михайлович
95. Пашкевич, Николай Александрович
96. Печеришний, Григорий Иванович
97. Пидьяблонський, Михаил Иванович
98. Писарев, Вадим Яковлевич
99. Подкопаева, Лилия Александровна
100. Поляков, Виталий Станиславович
101. Поляков, Юрий Викторович
102. Пономарев, Андрей Викторович
103. Попов, Георгий Дмитриевич
104. Попов, Олег Николаевич
105. Попов, Станислав Михайлович
106. Попова, Ирина Васильевна
107. Поповченко, Олег Николаевич
108. Пригодский, Виталий Антонович
109. Придворов, Вадим Анатольевич
110. Прохоров, Валерий Тимофеевич
111. Псарев, Виктория Александровна
112. Репин, Григорий Александрович
113. Роганов, Александр Петрович
114. Рухадзе, Сергей Жоржевич
115. Рыбак, Игорь Анатольевич
116. Рыбаков, Олег Юрьевич
117. Рыщенко, Александр Иванович
118. Савенков, Юрий Дмитриевич
119. Савин, Василий Константинович
120. Сагалевич, Виталий Игоревич
121. Сергиенко, Александр Николаевич
122. Силюн, Андрей Александрович
123. Ситников, Сергей Анатольевич
124. Скука, Игорь Николаевич
125. Сырой, Игорь Николаевич
126. Тарадайко, Дмитрий Александрович
127. Тарасенко, Николай Николаевич
128. Тимченко, Максим Викторович
129. Ткаченко, Геннадий Николаевич
130. Ткаченко, Николай Степанович
131. Толстикина, Лариса Валентиновна
132. Третьяков, Сергей Владимирович
133. Тритяченко, Олег Климентьевич
134. Химченко, Александр Викторович
135. Хохотва, Александр Иванович
136. Хребет, Владимир Григорьевич
137. Чайка, Владимир Кириллович
138. Черенкова, Марина Анатольевна
139. Чичасов, Игорь Алексеевич
140. Шаповалов, Валерий Афанасьевич
141. Шилов, Сергей Григорьевич
142. Ширинский, Алим Мамбетович
143. Шишацкий, Андрей Владимирович
144. Шпак, Сергей Александрович
145. Щербань, Василий Петрович
146. Щербань, Руслан Евгеньевич
147. Щетников, Александр Иванович
148. Щукин, Сергей Николаевич

### VI созыв
В 2014 году провела четыре сессии : 3 марта, 24 апреля, 24 июня, 24 сентября.
После 2014 года сессии не созывались.
Однако, совещания депутатов Донецкого областного совета дают заключения на некоторые законопроекты Верховной Рады.
По состоянию на ноябрь 2019 года часть депутатов Донецкого областного совета участвуют в парламентских слушаниях, а также проводят прямые телефонные линии с избирателями.
| Портрет | ФИО                               | Избирательный округ                | Партийная принадлежность        | Род деятельности | Участие в работе облсовета                                                                                  |
| ------- | --------------------------------- | ---------------------------------- | ------------------------------- | --- | --- |
|         | Близнюк Анатолий Михайлович       | Многомандатный избирательный округ | Партия регионов                 | Председатель Донецкого областной государственной администрации | Председатель Донецкого областного совета (2006—2010)                                                        |
|         | Шишацкий Андрей Владимирович      | Многомандатный избирательный округ | Партия регионов                 | Председатель Донецкого областного совета | Председатель Донецкого областного совета                                                                    |
|         | Писарев Вадим Яковлевич           | Многомандатный избирательный округ | Партия регионов                 | художественный руководитель Донецкого национального академического театра оперы и балета им. А. Б. Соловьяненко, основатель и директор международного фестиваля «Звёзды мирового балета» | |
|         | Бойко Владимир Семёнович          | Многомандатный избирательный округ | Партия регионов                 | генеральный директор Мариупольского металлургического комбината имени Ильича, почётный президент футбольного клуба «Ильичёвец»                                                           | |
|         | Филь Римма Эдуардовна             | Многомандатный избирательный округ | Партия регионов                 | | |
|         | Бубка Василий Назарович           | Многомандатный избирательный округ | Партия регионов                 | Генеральный директор ООО «Монблан» | Постоянная комиссия по вопросам молодёжной политики, физической культуры и спорта, председатель             |
|         | Байсаров Леонид Владимирович      | Многомандатный избирательный округ | Партия регионов                 | президент Акционерного общества «Угольная компания „Шахта Красноармейская-Западная № 1“»                                                                                                 | |
|         | Бобков Александр Михайлович       | Многомандатный избирательный округ | Партия регионов                 | | |
|         | Ткаченко Геннадий Николаевич      | Многомандатный избирательный округ | Партия регионов                 | | |
|         | Сергиенко Александр Николаевич    | Многомандатный избирательный округ | Партия регионов                 | | |
|         | Логвинов Олег Николаевич          | Многомандатный избирательный округ | Партия регионов                 | Генеральный директор ЗАО «ПО „Конти“» | Постоянная комиссия по вопросам аграрной политики, председатель                                             |
|         | Поважный Александр Станиславович  | Многомандатный избирательный округ | Партия регионов                 | ректор Донецкого государственного университета управления | |
|         | Бровун Марк Матвеевич             | Многомандатный избирательный округ | Партия регионов                 | художественный руководитель Донецкого национального академического украинского музыкально-драматического театра                                                                          | |
|         | Генсицкий Владимир Викторович     | Многомандатный избирательный округ | Партия регионов                 | | |
|         | Гринь Владислав Константинович    | Многомандатный избирательный округ | Партия регионов                 | | |
|         | Гельзин, Владислав Григорьевич    | Многомандатный избирательный округ | Партия регионов                 | президент ФК «Олимпик» | Постоянная комиссия по вопросам молодёжной политики, физической культуры и спорта                           |
|         | Гаманилов Игорь Анатольевич       | Многомандатный избирательный округ | Партия регионов                 | Председатель ООО "Промышленно-коммерческая фирма «Актив-Трейдинг» | Постоянная комиссия по вопросам молодёжной политики, физической культуры и спорта, секретарь                |
|         | Храмченко Лариса Фёдоровна        | Многомандатный избирательный округ | Партия регионов                 | | |
|         | Гончаренко Василий Дмитриевич     | Многомандатный избирательный округ | Партия регионов                 | Председатель правления Донецкого областного союза потребительских обществ | Постоянная комиссия по вопросам аграрной политики                                                           |
|         | Чичасов Игорь Алексеевич          | Многомандатный избирательный округ | Партия регионов                 | | |
|         | Сагалевич Виталий Игоревич        | Многомандатный избирательный округ | Партия регионов                 | | |
|         | Степанов Владимир Владимирович    | Многомандатный избирательный округ | Партия регионов                 | | |
|         | Пономарев Валерий Иванович        | Многомандатный избирательный округ | Партия регионов                 | | |
|         | Ишков Владимир Николаевич         | Многомандатный избирательный округ | Партия регионов                 | | |
|         | Коваль Игорь Георгиевич           | Многомандатный избирательный округ | Партия регионов                 | | |
|         | Бондаренко Игорь Витальевич       | Многомандатный избирательный округ | Партия регионов                 | | |
|         | Нестеренко Николай Николаевич     | Многомандатный избирательный округ | Партия регионов                 | | |
|         | Матвиенков Сергей Анатольевич     | Многомандатный избирательный округ | Партия регионов                 | заместитель генерального директора (главный инженер) ОАО «Мариупольский металлургический комбинат имени Ильича»                                                                          | |
|         | Горохов Евгений Васильевич        | Многомандатный избирательный округ | Партия регионов                 | | |
|         | Поляков Юрий Викторович           | Многомандатный избирательный округ | Партия регионов                 | | |
|         | Зотов Владимир Сергеевич          | Многомандатный избирательный округ | Партия регионов                 | | |
|         | Роганов Александр Петрович        | Многомандатный избирательный округ | Партия регионов                 | | |
|         | Федорук Андрей Михайлович         | Многомандатный избирательный округ | Партия регионов                 | | |
|         | Захарченко Наталья Юрьевна        | Многомандатный избирательный округ | Партия регионов                 | | |
|         | Бештанко Михаил Владимирович      | Многомандатный избирательный округ | Партия регионов                 | | |
|         | Рыженков Юрий Александрович       | Многомандатный избирательный округ | Партия регионов                 | | |
|         | Валитов Тимур Иршадович           | Многомандатный избирательный округ | Партия регионов                 | | |
|         | Дейч Владимир Борисович           | Многомандатный избирательный округ | Партия регионов                 | | |
|         | Коваленко Роман Алексеевич        | Многомандатный избирательный округ | Партия регионов                 | | |
|         | Агеева Татьяна Николаевна         | Многомандатный избирательный округ | Партия регионов                 | | |
|         | Горбатенко Сергей Владимирович    | Многомандатный избирательный округ | Партия регионов                 | | |
|         | Немилостивая Вера Максимовна      | Многомандатный избирательный округ | Партия регионов                 | | |
|         | Анненков Виктор Захарович         | Многомандатный избирательный округ | Партия регионов                 | | |
|         | Хребет Владимир Григорьевич       | Многомандатный избирательный округ | Партия регионов                 | Директор по социальному развитию АП «Шахта имени А. Ф. Засядько» | Постоянная комиссия по вопросам аграрной политики                                                           |
|         | Волошин Алексей Иванович          | Многомандатный избирательный округ | Партия регионов                 | | |
|         | Милютин Константин Сергеевич      | Многомандатный избирательный округ | Партия регионов                 | | |
|         | Сысюк Александр Николаевич        | Многомандатный избирательный округ | Партия регионов                 | | |
|         | Ильченко Николай Владимирович     | Многомандатный избирательный округ | Партия регионов                 | | |
|         | Щербань Руслан Евгеньевич         | Многомандатный избирательный округ | Партия регионов                 | | |
|         | Хачук Дмитрий Михайлович          | Многомандатный избирательный округ | Партия регионов                 | | |
|         | Шутов Игорь Владимирович          | Многомандатный избирательный округ | Партия регионов                 | | |
|         | Алипов Александр Николаевич       | Многомандатный избирательный округ | Партия регионов                 | | |
|         | Попов Станислав Михайлович        | Многомандатный избирательный округ | Партия регионов                 | | |
|         | Лукьянец Владимир Борисович       | Многомандатный избирательный округ | Партия регионов                 | | |
|         | Чурилов Андрей Викторович         | Многомандатный избирательный округ | Партия регионов                 | | |
|         | Разумняк Виктор Андреевич         | Многомандатный избирательный округ | Партия регионов                 | Директор ОП «Автобаза» ГП «Добропольеуголь» | Постоянная комиссия по вопросам молодёжной политики, физической культуры и спорта                           |
|         | Котов Вадим Витальевич            | Многомандатный избирательный округ | Партия регионов                 | | |
|         | Емченко Наталья Александровна     | Многомандатный избирательный округ | Партия регионов                 | | |
|         | Данилюк Иван Павлович             | Многомандатный избирательный округ | Партия регионов                 | | |
|         | Белогородский Сергей Анатольевич  | Многомандатный избирательный округ | Партия регионов                 | | |
|         | Толчин Станислав Марксович        | Многомандатный избирательный округ | Партия регионов                 | | |
|         | Пащенко Юрий Сергеевич            | Многомандатный избирательный округ | Партия регионов                 | Президент Футбольного спортивного клуба «Проминь» | Постоянная комиссия по вопросам молодёжной политики, физической культуры и спорта                           |
|         | Назаренко Наталья Вячеславовна    | Многомандатный избирательный округ | Партия регионов                 | | |
|         | Лукьянов Валентин Борисович       | Многомандатный избирательный округ | Партия регионов                 | | |
|         | Кравцов Александр Алексеевич      | Многомандатный избирательный округ | Партия регионов                 | | |
|         | Слинько Эдуард Александрович      | Многомандатный избирательный округ | Партия регионов                 | | |
|         | Павлючук Сергей Николаевич        | Многомандатный избирательный округ | Партия регионов                 | | |
|         | Пентин Александр Аркадьевич       | Многомандатный избирательный округ | Партия регионов                 | | |
|         | Калашникова Оксана Евгеньевна     | Многомандатный избирательный округ | Партия регионов                 | | |
|         | Думанский Юрий Васильевич         | Многомандатный избирательный округ | Партия регионов                 | | |
|         | Лозовской Сергей Петрович         | Многомандатный избирательный округ | Партия регионов                 | | |
|         | Мишук Наталья Сергеевна           | Многомандатный избирательный округ | Партия регионов                 | | |
|         | Муктан Наталья Сергеевна          | Многомандатный избирательный округ | Партия регионов                 | | |
|         | Ключка Виталий Леонидович         | Многомандатный избирательный округ | Партия регионов                 | Начальник Главного Управления Государственного Казначейства Украины в Донецкой области                                                                                                   | Постоянная комиссия по вопросам молодёжной политики, физической культуры и спорта                           |
|         | Кулик Дмитрий Валентинович        | Многомандатный избирательный округ | Партия регионов                 | | |
|         | Шурма Ростислав Игоревич          | Многомандатный избирательный округ | Партия регионов                 | | |
|         | Шуткевич Александр Петрович       | Многомандатный избирательный округ | Партия регионов                 | | |
|         | Дементьев Вячеслав Валентинович   | Многомандатный избирательный округ | Партия регионов                 | | |
|         | Кравченко Николай Васильевич      | Многомандатный избирательный округ | Коммунистическая партия Украины | | |
|         | Тарасенко Николай Николаевич      | Многомандатный избирательный округ | Коммунистическая партия Украины | Председатель правления ОАО «Воля» | Постоянная комиссия по вопросам аграрной политики                                                           |
|         | Фарберов Вениамин Исакович        | Многомандатный избирательный округ | Коммунистическая партия Украины | | |
|         | Михайлов Денис Юрьевич            | Многомандатный избирательный округ | Коммунистическая партия Украины | | |
|         | Сучков Алексей Анатольевич        | Многомандатный избирательный округ | Коммунистическая партия Украины | | |
|         | Попова Ирина Васильевна           | Многомандатный избирательный округ | Коммунистическая партия Украины | | |
|         | Бидьовка Владимир Анатольевич     | Многомандатный избирательный округ | Коммунистическая партия Украины | | |
|         | Прохоров Валерий Тимофеевич       | Многомандатный избирательный округ | Коммунистическая партия Украины | | |
|         | Дрегер Владислав Олегович         | Многомандатный избирательный округ | Сильная Украина                 | | |
|         | Горбань Алексей Сергеевич         | Многомандатный избирательный округ | Сильная Украина                 | | |
|         | Бугара Михаил Иванович            | Многомандатный избирательный округ | Сильная Украина                 | | |
|         | Курганов Андрей Анатольевич       | Многомандатный избирательный округ | Сильная Украина                 | Генеральный директор ООО "АПК «Бекон» | Постоянная комиссия по вопросам аграрной политики                                                           |
|         | Лагода Ирина Викторовна           | Авдеевка                           | Партия регионов                 | | |
|         | Власов Геннадий Александрович     | Авдеевка                           | Партия регионов                 | | |
|         | Дадашов Ордаш Салихович           | Артемовск                          | Партия регионов                 | | |
|         | Гаркуша Алексей Юрьевич           | Артемовск                          | Партия регионов                 | | |
|         | Гончаров Анатолий Дмитриевич      | Горловка                           | Партия регионов                 | | |
|         | Виниченко Сергей Викторович       | Горловка                           | Партия регионов                 | | |
|         | Дремлюк Светлана Николаевна       | Дебальцево                         | Партия регионов                 | | |
|         | Сидоренко Алексей Анатольевич     | Дебальцево                         | Партия регионов                 | | |
|         | Щербань Василий Петрович          | Дзержинск                          | Партия регионов                 | | |
|         | Житлёнок Дмитрий Моисеевич        | Дзержинск                          | Партия регионов                 | | |
|         | Власов Виктор Алексеевич          | Димитров                           | Партия регионов                 | | |
|         | Мацюк Ольга Александровна         | Димитров                           | Партия регионов                 | | |
|         | Плетнёв Владимир Анатольевич      | Доброполье                         | Партия регионов                 | | |
|         | Панибратченко Владимир Фёдорович  | Доброполье                         | Партия регионов                 | | |
|         | Поляков Юрий Семенович            | Докучаевск                         | Партия регионов                 | | |
|         | Пономарев Андрей Викторович       | Докучаевск                         | Партия регионов                 | | |
|         | Мальцев Владимир Николаевич       | Донецк                             | Партия регионов                 | | |
|         | Волков Николай Иванович           | Донецк                             | Партия регионов                 | | |
|         | Остапенко Игорь Анатольевич       | Дружковка                          | Партия регионов                 | | |
|         | Цимарман Петр Фёдорович           | Дружковка                          | Партия регионов                 | | |
|         | Мишин Антон Александрович         | Енакиево                           | Партия регионов                 | | |
|         | Дивенков Андрей Владимирович      | Енакиево                           | Партия регионов                 | | |
|         | Голован Михаил Иванович           | Ждановка                           | Партия регионов                 | | |
|         | Никифоров Юрий Васильевич         | Ждановка                           | Партия регионов                 | | |
|         | Вялый Константин Иванович         | Кировское                          | Партия регионов                 | | |
|         | Агатий Владимир Валерьевич        | Кировское                          | Партия регионов                 | | |
|         | Чертков Сергей Иванович           | Константиновка                     | Партия регионов                 | | |
|         | Полывяный Владимир Григорьевич    | Константиновка                     | Партия регионов                 | | |
|         | Суков Геннадий Сергеевич          | Краматорск                         | Партия регионов                 | | |
|         | Птица Александр Герасимович       | Краматорск                         | Партия регионов                 | | |
|         | Макоткин Валерий Викторович       | Красноармейск                      | Партия регионов                 | | |
|         | Михайлов Александр Николаевич     | Красноармейск                      | Партия регионов                 | | |
|         | Рогов Николай Васильевич          | Красный Лиман                      | Партия регионов                 | | |
|         | Цимидан Петр Фёдорович            | Красный Лиман                      | Партия регионов                 | Директор Донецкого филиала Национальной акционерной компании «Украгролизинг» | Постоянная комиссия по вопросам аграрной политики                                                           |
|         | Брюханов Александр Михайлович     | Макеевка                           | Партия регионов                 | | |
|         | Гомонов Валерий Иванович          | Макеевка                           | Партия регионов                 | | |
|         | Карапейчик Игорь Николаевич       | Мариуполь                          | Партия регионов                 | | |
|         | Токарский Николай Николаевич      | Мариуполь                          | Партия регионов                 | | |
|         | Борковец Алла Алексеевна          | Новогродовка                       | Коммунистическая партия Украины | | |
|         | Шевцов Олег Владимирович          | Новогродовка                       | Партия регионов                 | | |
|         | Воякин Андрей Анатольевич         | Селидово                           | Партия регионов                 | | |
|         | Березовский Владимир Афанасьевич  | Селидово                           | Партия регионов                 | | |
|         | Придворов Вадим Анатольевич       | Славянск                           | Партия регионов                 | | |
|         | Домбровский Николай Олегович      | Славянск                           | Партия регионов                 | | |
|         | Недашковский Александр Петрович   | Снежное                            | Партия регионов                 | | |
|         | Цегельный Олег Васильевич         | Снежное                            | Партия регионов                 | | |
|         | Репин Григорий Александрович      | Торез                              | Партия регионов                 | | |
|         | Кропачев Виталий Валерьевич       | Торез                              | Партия регионов                 | | |
|         | Грачев Рифат Ахметович            | Угледар                            | Партия регионов                 | | |
|         | Иваницкий Владимир Викторович     | Угледар                            | Партия регионов                 | | |
|         | Третьяков Сергей Владимирович     | Харцызск                           | Партия регионов                 | | |
|         | Бойко Виталий Иосифович           | Харцызск                           | Партия регионов                 | | |
|         | Набиев Олег Шакрович              | Шахтёрск                           | Партия регионов                 | | |
|         | Масолитин Александр Николаевич    | Шахтёрск                           | Партия регионов                 | | |
|         | Болоболин Сергей Петрович         | Ясиноватая                         | Партия регионов                 | | |
|         | Филимонов Павел Евгеньевич        | Ясиноватая                         | Партия регионов                 | | |
|         | Цапов Георгий Петрович            | Амвросиевский район                | Партия регионов                 | | |
|         | Деркач Михаил Васильевич          | Амвросиевский район                | Партия регионов                 | | |
|         | Мальцев Сергей Тимофеевич         | Артемовский район                  | Партия регионов                 | | |
|         | Акневский Юрий Петрович           | Артемовский район                  | Партия регионов                 | Генеральный директор ЗАО «Бахмутский аграрный союз» | Постоянная комиссия по вопросам аграрной политики                                                           |
|         | Кириллов Сергей Дмитриевич        | Великоновоселковский район         | Партия регионов                 | Директор сельскохозяйственного общества с ограниченной ответственностью «Колос» | Постоянная комиссия по вопросам аграрной политики                                                           |
|         | Пичахчи Дмитрий Николаевич        | Великоновоселковский район         | Партия регионов                 | Директор ООО "Коммерческое сельскохозяйственное предприятие «Родина» | Постоянная комиссия по вопросам аграрной политики                                                           |
|         | Чайка Владимир Кириллович         | Волновахский район                 | Партия регионов                 | генеральный директор Донецкого регионального центра охраны материнства и детства | |
|         | Мельник Иван Иванович             | Волновахский район                 | Аграрная партия Украины         | Генеральный директор АОЗТ «Экопрод А. Т.» | Постоянная комиссия по вопросам аграрной политики                                                           |
|         | Дергунов Сергей Геннадиевич       | Володарский район                  | Партия регионов                 | | |
|         | Балабанов Василий Васильевич      | Володарский район                  | Партия регионов                 | Председатель Володарской районной государственной администрации | Постоянная комиссия по вопросам аграрной политики                                                           |
|         | Антипенко Владимир Викторович     | Добропольский район                | Партия регионов                 | Директор общества с ограниченной ответственностью «Перспектива» | Постоянная комиссия по вопросам аграрной политики                                                           |
|         | Белянкина Тамара Николаевна       | Добропольский район                | Партия регионов                 | | |
|         | Анпилогов Владислав Александрович | Константиновский район             | Партия регионов                 | | |
|         | Волобуева Татьяна Владимировна    | Константиновский район             | Партия регионов                 | | |
|         | Шапран Юрий Владимирович          | Красноармейский район              | Партия регионов                 | | |
|         | Загоруйко Николай Николаевич      | Красноармейский район              | Партия регионов                 | | |
|         | Клименко Андрей Евгеньевич        | Марьинский район                   | Партия регионов                 | | |
|         | Бабак Андрей Александрович        | Марьинский район                   | Партия регионов                 | Директор ЗАО «Фирма Юг» | Постоянная комиссия по вопросам аграрной политики                                                           |
|         | Лаппа Андрей Владимирович         | Новоазовский район                 | Партия регионов                 | | |
|         | Артеменко Владимир Иванович       | Новоазовский район                 | Партия регионов                 | Директор дочернего предприятия «Ильич-Агро Донбасс» ПАО «Мариупольский металлургический комбинат им. Ильича»                                                                             | Постоянная комиссия по вопросам аграрной политики                                                           |
|         | Бабешко Алексей Анатольевич       | Александровский район              | Партия регионов                 | | |
|         | Ажиба Вадим Чичикович             | Александровский район              | Партия регионов                 | | |
|         | Аврамов Константин Анатольевич    | Першотравневый район               | Партия регионов                 | | |
|         | Аврамов Виталий Исидорович        | Першотравневый район               | Партия регионов                 | | |
|         | Масс Николай Степанович           | Славянский район                   | Партия регионов                 | | |
|         | Моховик Сергей Васильевич         | Славянский район                   | Партия регионов                 | | |
|         | Панько Василий Фёдорович          | Старобешевский район               | Партия регионов                 | | |
|         | Хараджа Савва Петрович            | Старобешевский район               | Партия регионов                 | | |
|         | Черенкова Марина Анатольевна      | Тельмановский район                | Партия регионов                 | | |
|         | Каира Николай Иванович            | Тельмановский район                | Партия регионов                 | Заместитель ген. директора ОАО ММК им. Ильича | Постоянная комиссия по вопросам аграрной политики                                                           |
|         | Жовнер Артем Борисович            | Шахтёрский район                   | Партия регионов                 | | |
|         | Карабет Валерий Александрович     | Шахтёрский район                   | Партия регионов                 | Директор ООО «Торезская мебельная фабрика» | Постоянная комиссия по вопросам аграрной политики                                                           |
|         | Пригодский Виталий Антонович      | Ясиноватский район                 | Партия регионов                 | | |
|         | Тимченко, Юрий Викторович         | Ясиноватский район                 | Партия регионов                 | Коммерческий директор ЗАО «Терминал ТК» | Член комиссии по вопросам промышленности, топливно-энергетического комплекса, транспорта и телекоммуникаций |

## Председатели
| №    | Портрет                                 | Имя                          | Даты председательства                      | Партия                               | Созыв   |
| ---- | --------------------------------------- | ---------------------------- | ------------------------------------------ | ------------------------------------ | ------- |
| 1    |                                         | Юрий Константинович Смирнов  | 20 декабря 1990 года — 20 марта 1992 года  | КПСС → Беспартийный                  | I       |
| 2    |                                         | Александр Иванович Петренко  | 20 марта 1992 года — 12 ноября 1992 года   | Беспартийный                         | I       |
| 3    |                                         | Вадим Прокофьевич Чупрун     | 12 ноября 1992 года — 10 июля 1994 года    | Беспартийный                         | I       |
| 4    |                                         | Владимир Петрович Щербань    | 10 июля 1994 года — 4 октября 1996 года    | Беспартийный                         | II      |
| 5    |                                         | Иван Дмитриевич Пономарев    | 4 октября 1996 года — 14 мая 1999 года     | Беспартийный                         | II, III |
| 6    |                                         | Виктор Фёдорович Янукович    | 14 мая 1999 года — 14 мая 2001 года        | Беспартийный → Партия регионов       | III     |
| 7    |                                         | Борис Викторович Колесников  | 14 мая 2001 года — 25 апреля 2006 года     | Партия регионов                      | III, IV |
| 8    |                                         | Анатолий Михайлович Близнюк  | 25 апреля 2006 года — 15 апреля 2010 года  | Партия регионов                      | V       |
| 9    |                                         | Андрей Владимирович Шишацкий | 15 апреля 2010 года — 12 июля 2010 года    | Партия регионов                      | VI      |
| и.о. |                                         | Андрей Михайлович Федорук    | 12 июля 2010 года — 4 августа 2011 года    | Партия регионов                      | VI      |
| 10   | 4 августа 2011 года — 3 марта 2014 года | Андрей Михайлович Федорук    |                                            | Партия регионов                      | VI      |
| 11   |                                         | Андрей Владимирович Шишацкий | 3 марта 2014 года — 24 апреля 2014 года    | Партия регионов                      | VI      |
| и.о. |                                         | Игорь Георгиевич Коваль      | 24 апреля 2014 года — 24 февраля 2017 года | Партия регионов → Беспартийный       | VI      |
| и.о. |                                         | Мария Юрьевна Гончарова      | 24 февраля 2017 года — настоящее время     | Беспартийная (не является депутатом) | VI      |